# Бодня, Вячеслав Игоревич
Вячеслав Игоревич Бодня (род. 6 августа 1950, Фрунзе) — советский и латвийский боксёр, чемпион и призёр чемпионатов СССР, мастер спорта СССР международного класса, тренер.

## Биография
Родился в семье военнослужащего. Выпускник Ашхабадского политехнического института. После окончания института преподавал на кафедре электрических машин, их монтажа и эксплуатации. Потом поступил в аспирантуру.
Начал заниматься боксом в 1965 году. Участвовал в чемпионате Европы 1975 года в Катовице, где в четвертьфинале проиграл польскому боксёру Ежи Рыбицкому. C 1976 года живёт в Риге. Провёл 236 боёв, из которых 42 выиграл нокаутом. В 1980 году перешёл на тренерскую работу. Подготовил пять мастеров спорта. Заслуженный тренер Латвийской ССР. С 1991 года президент Федерации профессионального бокса Латвии.

## Спортивные результаты
- Чемпионат СССР по боксу 1973 года — ;
- Бокс на летней Спартакиаде народов СССР 1975 года — ;
- Чемпионат СССР по боксу 1976 года — ;
- Чемпионат СССР по боксу 1977 года — ;
- Чемпионат СССР по боксу 1978 года — ;

## Известные воспитанники
- Ваулин, Юрий Александрович — чемпион СССР и Европы, обладатель Кубка мира.